# Laccophilus badeni
Laccophilus badeni är en skalbaggsart som beskrevs av Sharp 1882. Laccophilus badeni ingår i släktet Laccophilus och familjen dykare. Inga underarter finns listade i Catalogue of Life.